# Извещательный
Извеща́тельный — хутор в Шпаковском районе (муниципальном округе) Ставропольского края России. 
До 16 марта 2020 года входил в состав Татарского сельсовета.

## История и название
Основан в середине XVIII века, для раннего обнаружения враждебных сил, следующих с юга. Отсюда произошло и название хутора.

## География
Расположен на реке Тёмной. Расстояние до краевого центра: 21 км. Расстояние до районного центра: 33 км. Через село проходит федеральная автомобильная дорога Р216 Астрахань — Ставрополь.

## Население
| 1989 | 2002 | 2010 | 2013 | 2014 | 2021 |
| ---- | ---- | ---- | ---- | ---- | ---- |
| 41   | ↗83  | ↘59  | →59  | ↗60  | ↘49  |

По данным переписи 2002 года, 41 % населения — русские.

## Инфраструктура
- Газифицирован в декабре 2012 года[9]

## Люди, связанные с хутором
Ткачёв, Владимир Яковлевич (р. 1925, хутор Извещательный) — Герой Советского Союза